# Aeropuerto Internacional Ben Gurión
El Aeropuerto Internacional Ben Gurión (en hebreo, נְמַל תְּעוּפָה בֶּן-גּוּרְיוֹן o en la contracción נתב"ג) es el aeropuerto internacional más grande de Israel. Está situado cerca de la ciudad de Lod, a 15 kilómetros al sureste de Tel Aviv. Es gestionado por la Autoridad Aeroportuaria Israelí, una empresa de propiedad estatal que gestiona todos los aeropuertos públicos y las fronteras en el Estado de Israel.
Su nombre en hebreo es נמל תעופה בן גוריון, Nemal Teufá Ben Gurión, y en árabe مطار بن غوريون الدولي, maṭār Ben Ghuryon ad-dawlī) (código IATA: TLV - código ICAO: LLBG). Citado muchas veces como el Aeropuerto de Tel Aviv, fue antiguamente conocido como el Aeropuerto de Lod y es muchas veces referido por los isralíes por su acrónimo hebreo Natbag (en hebreo, נתב"ג). El aeropuerto, bautizado en honor al primer ministro de Israel, David Ben-Gurión, es la base de El Al Israel Airlines, Israir Airlines, Arkia Israel Airlines y Sun D'Or. Durante las décadas de 1980 y de 1990, fue una de las bases de la desaparecida Tower Air.
Las aerolíneas que operan en Ben Gurión utilizan tres de las cuatro terminales de pasajeros existentes. La Terminal 3 se utiliza para vuelos internacionales, la Terminal 1 para vuelos regionales, y la Terminal 2 para vuelos de aerolíneas de bajo coste. Asimismo, el aeropuerto dispone de tres pistas de aterrizaje y se utilizan conjuntamente para operaciones de aeronaves comerciales, privadas y militares.
El aeropuerto es uno de los dos aeropuertos de Tel Aviv: el segundo es el Aeropuerto Sde Dov. Está situado cerca de la principal autopista entre Jerusalén y Tel Aviv, la Autopista 1, y es fácilmente accesible en coche o en autobús, ya que las compañías Egged y Dan Bus ofrecen rutas hacia el aeropuerto. También la Israel Railways realiza enlaces en tren hacia el aeropuerto y los taxis también están disponibles. Otra opción popular de transporte es un taxi-furgoneta compartido llamado sherut.
El Aeropuerto Ben Gurión es conocido como uno de los aeropuertos más seguros del mundo.  La presencia de fuerzas de seguridad en el aeropuerto incluyen a las Fuerzas de Defensa Israelíes y a la policía. Los guardias de seguridad operan tanto de paisano como uniformados, permitiendo la detección de un largo número de amenazas. El aeropuerto ha sido objetivo de ataques terroristas, pero no se ha registrado ningún intento de secuestro aéreo.

## Historia

### Creación del aeropuerto

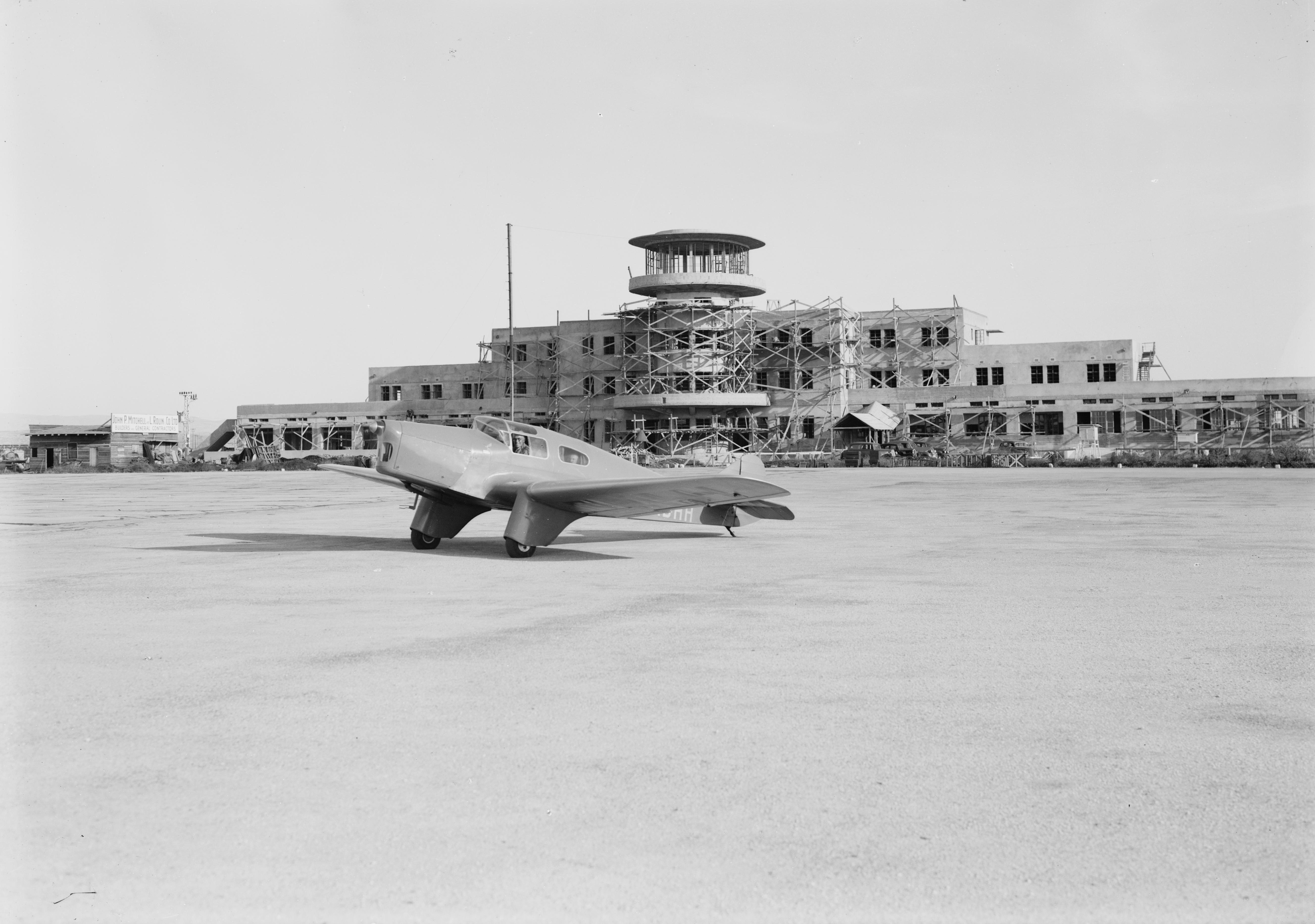
Aeropuerto de Lydda en los años 30. - 1935

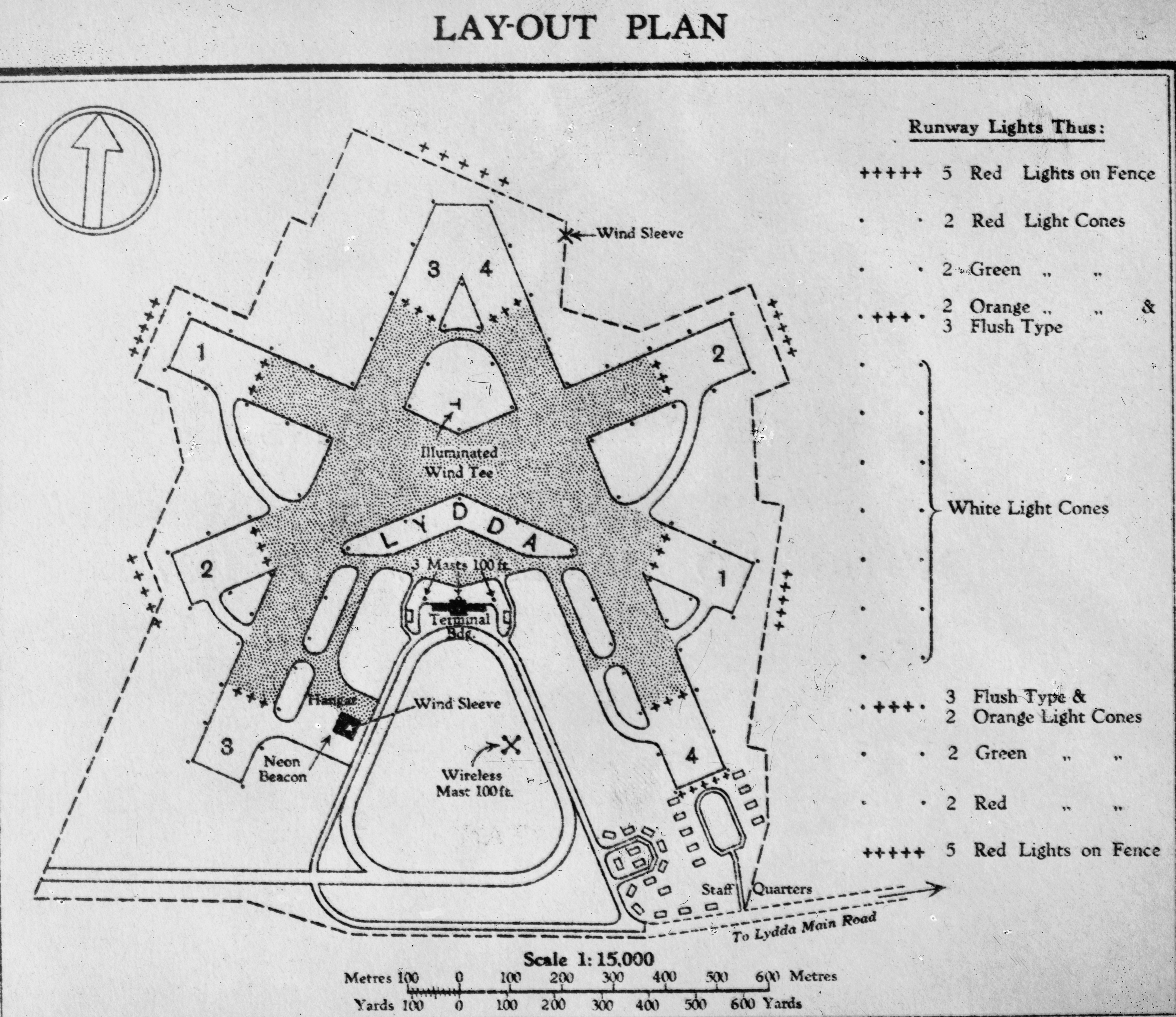
Plano del Aeropuerto de Lydda.

En el año 1936 se construyó el Aeropuerto de Lydda, un aeródromo compuesto de cuatro pistas de aterrizaje situado en las afueras de la localidad árabe de Lydda. Fue construido durante el Mandato Británico de Palestina, pensado para dar servicio a las operaciones militares. La importancia de Lydda creció durante la Segunda Guerra Mundial, con aviones que llegaban desde Europa, Oriente Medio y el Lejano Oriente. La primera ruta trasatlántica, Tel Aviv - Nueva York, fue inaugurada por la desaparecida Trans World Airlines en 1946.
Tras ser abandonado por los británicos en abril de 1948, el aeropuerto pasó a manos del recién creado Estado de Israel, el 10 de julio de 1948, durante el transcurso de la Operación Dani. Desde 1948 hasta 1973, año en que el aeropuerto recibió una nueva denominación, en honor al primer ministro David Ben Gurión, era conocido como Aeropuerto de Lod, el nombre hebreo de Lydda. Las operaciones aeroportuarias retomaron su cauce el 24 de noviembre de 1948. Ese año, un total de 40.000 pasajeros utilizaron el aeropuerto israelí.

### Década de 1950
En 1950, Arkia empezó sus operaciones desde el aeropuerto, operando vuelos regionales hacia las ciudades de Eilat, Mahanayim y Haifa. Dos años más tarde, en 1952, debido al incremento del tráfico aéreo desde el aeropuerto, se amplió las dependencias del aeropuerto en 36.000 m² y se alargó la pista de aterrizaje hasta alcanzar los 2400 metros. Dichas mejoras permitieron aumentar la capacidad, para permitir una cantidad de 100.000 pasajeros mensuales. Más tarde, en octubre de 1955, se inauguró la primera línea que unía Israel con el continente africano, con un Lockheed Constellation de El Al que enlazaba con Nairobi y Johannesburgo.

### Década de 1960
En abril de 1960 fue inaugurado el primer vuelo regular con aviones de reacción, con vuelos de la British European Airways (aerolínea que posteriormente fue fusionada con otras compañías británicas para formar la British Airways), con vuelos desde Londres y Atenas. La aerolínea israelí El Al también realizará el salto a la era de la aviación en esta década, creando en enero de 1961 su primera ruta de este tipo, Tel Aviv - Nueva York, con un Boeing 707.
Durante los sesenta, el número de aerolíneas extranjeras que operaban desde el aeropuerto de Lod no dejaba de crecer, con lo que las pistas de aterrizaje fueron modificadas para dar abasto al incremento de las nuevas aeronaves. Dicho crecimiento se puede observar a mediados de la década, cuando 14 aerolíneas internacionales realizaban sus operaciones desde el Aeropuerto de Lod. Tal fue el crecimiento del aeropuerto que, se decidió que los vuelos locales serían operados desde el aeródromo de Dov Hoz, situado en la costa norte de la ciudad de Tel Aviv, dejando al aeropuerto de Lod como la entrada de vuelos internacionales a la ciudad. Ante dicha situación de incremento del tráfico de pasajeros, los primeros planes de expansión del aeropuerto toman forma.
Tras la Guerra de los Seis Días, nuevamente el aeropuerto vuelve a experimentar un crecimiento en el número de operaciones, con nuevas aerolíneas operando desde el mismo. Entre ellas se debe destacar la aerolínea Tarom, de Rumanía, la primera aerolínea de un país de la Europa del Este en volar a Israel tras un largo período. En 1969, Arkia volvió al aeropuerto, tras la inauguración de la terminal para vuelos internos.

### Década de 1970

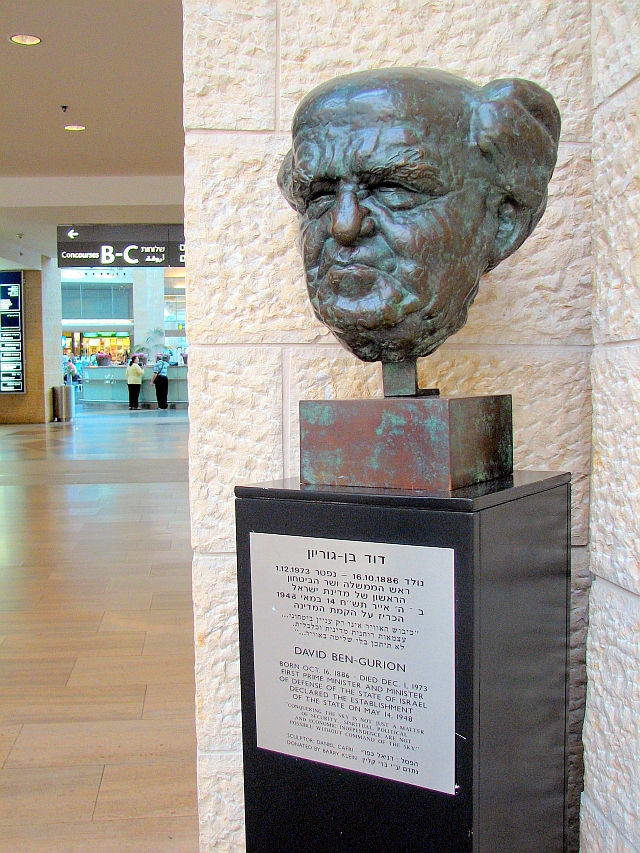
Busto del primer ministro israelí, David Ben Gurión, situado en el aeropuerto. Escultor: Daniel Cafri.

El crecimiento del tráfico aéreo no cesó durante el comienzo de los años 70. La operación de aeronaves de fuselaje ancho se volvió una práctica común en el aeropuerto de Lod, entre las que cabe destacar la llegada el Boeing 747, el popular Jumbo, en 1970. Pero con el inicio de las tensiones que desembocaron en octubre de 1973 en la guerra de Yom Kipur, las operaciones de aeronaves civiles experimentaron una rápida caída. El lugar de las aeronaves de pasajeros la tomaron los aeronaves militares de transporte, como los Lockheed C-141 Starlifter y Douglas C-54 Skymaster, que operaron varias veces al día durante las semanas que duró la contienda, para suministrar armamento a las Fuerzas de Defensa Israelíes.
En diciembre de 1973, David Ben Gurión, el primer hombre en convertirse en primer ministro del Estado de Israel falleció. Tras su muerte, el gobierno israelí decidió homenajear a su figura, cambiando el nombre de Aeropuerto de Lod por el de Aeropuerto Internacional Ben Gurión.
A finales de la década, ocurrió un hito importante en la historia del aeropuerto. Concretamente, en 1977, el Knéset decidió transferir la gestión aeroportuaria y de pasos fronterizos. Desde ese momento la dirección pasaba del Ministerio de Transporte a una empresa de titularidad pública, la Israel Airports Authority.

### Década de 1980
Durante los años 80, el número de pasajeros fue progresando, al igual que las instalaciones del aeropuerto. De ese modo, el edificio de la terminal fue expandido. También una nueva torre de control fue construida, así como el equipamiento de radar fue mejorado.
Durante estos años, un número importante de eventos tuvieron lugar en el aeropuerto. Entre ellos, cabe destacar exhibiciones aéreas como ocurrió en mayo de 1987 o el Rally Aéreo Mundial que hizo escala en el aeropuerto en septiembre de 1986.
También en esta década, el número de conexiones desde el Aeropuerto Internacional Ben Gurión a otros destinos se incrementaron, incluyendo la inauguración de un enlace con Egipto en marzo de 1980.

### Década de 1990

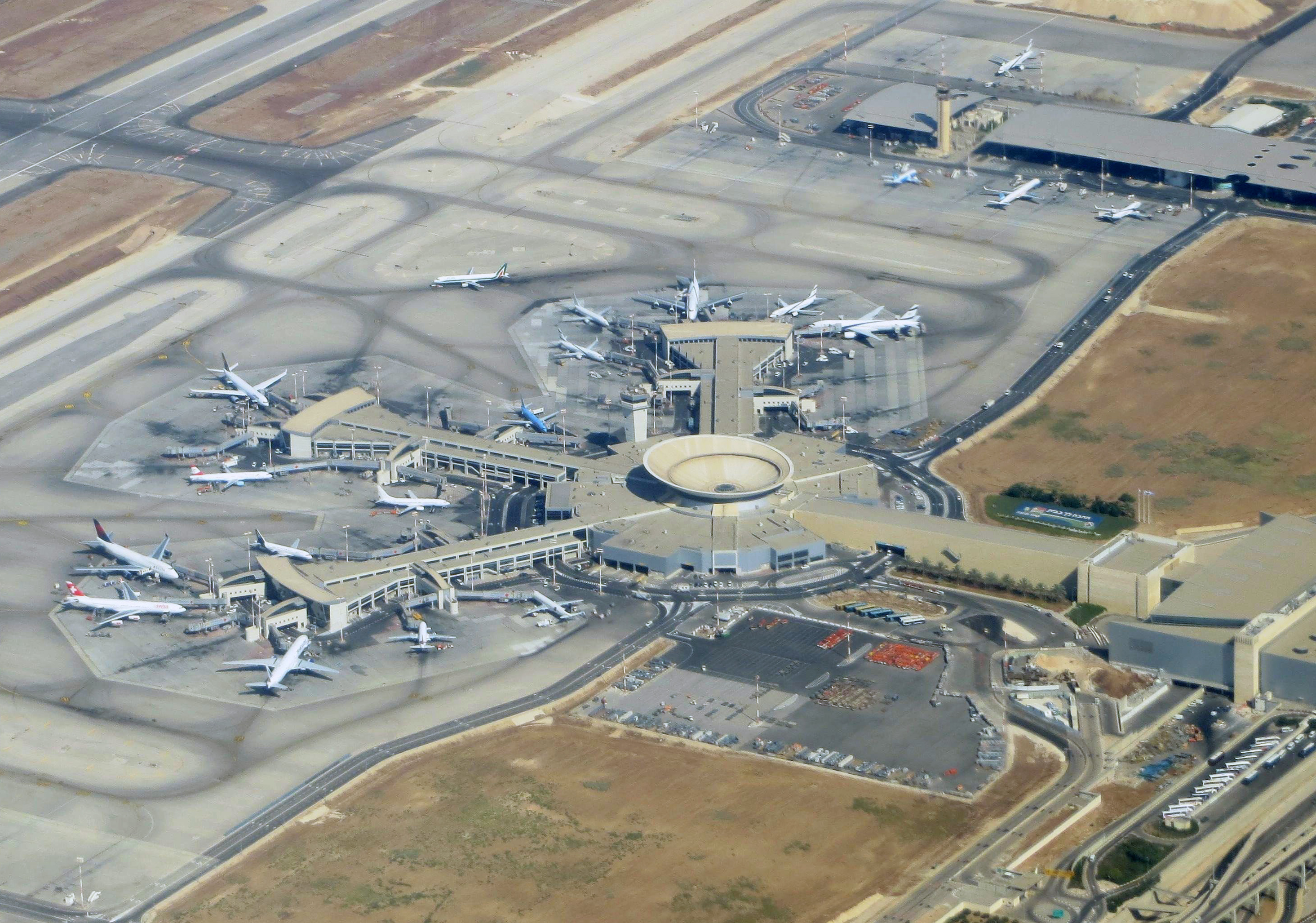
Terminal 3 del Aeropuerto.

Con el inicio de la emigración masiva de judíos desde Etiopía y de la Unión Soviética, que empezó en los años 80 y llegó a su punto álgido en los años 90, las instalaciones existentes estaban al borde del colapso.
Con el constante incremento en el número de vuelos de pasajeros y de carga, la Israel Airports Authority decidió emplazar una nueva terminal que diese abasto a las nuevas necesidades del aeropuerto. Es así como, en enero de 1994, el Gobierno de Israel, gobernado por Isaac Rabin, tomó la decisión de la creación de la Terminal 3.

## El aeropuerto en la actualidad
| Año  | Pasajeros totales | Operaciones totales |
| ---- | ----------------- | ------------------- |
| 1999 | 8.916.436         |                     |
| 2000 | 9.879.470         | 80.187              |
| 2001 | 8.349.657         | 69.226              |
| 2002 | 7.308.977         | 63.206              |
| 2003 | 7.392.026         | 61.202              |
| 2004 | 8.051.895         | 66.638              |
| 2005 | 8.917.421         | 70.139              |
| 2006 | 9.221.558         | 76.735              |
| 2007 | 10.526.562        | 84.568              |
| 2008 | 11.550.433        | 94.644              |
| 2009 | 10.925.970        | 89.442              |
| 2010 | 12.160.339        | 95.171              |

El año 2000 fue un año récord para el Aeropuerto Internacional Ben Gurión en cuanto a volumen de pasajeros se refiere. Aquel año, alrededor de 9,3 millones de pasajeros procedentes de vuelos internacionales, y 577.000 pasajeros procedentes de vuelos de cabotaje, pasaron a través de sus puertas.
En 2006, el aeropuerto recibió un total de 8,8 millones de pasajeros procedentes de vuelos internacionales (suponiendo un incremento de un 3,6% con respecto al año anterior), y de 405.000 pasajeros procedentes de vuelos de cabotaje. Las principales aerolíneas en rutas internacionales fueron: El Al (40,6% del total de vuelos), Lufthansa (4,16%), Continental Airlines (3,96%), Israir (3,85%) y Arkia (3,83%). Aunque todavía los vuelos internacionales suponen en el Aeropuerto de Ben Gurión la mayoría de las operaciones, se prevé que el número de pasajeros procedentes de vuelos de cabotaje crezca. Existen planes para cerrar el Aeropuerto de Sde Dov, para edificar en su lugar, trasladando todas las operaciones actuales al Aeropuerto de Ben Gurión.
En diciembre de 2006, el Aeropuerto Internacional Ben Gurión alcanzó el primer puesto entre 40 aeropuertos europeos, y el octavo de entre 77 aeropuertos alrededor del mundo, en una encuesta, realizada por la Airports Council International, para determinar cual era el aeropuerto mejor valorado por los usuarios. El aeropuerto logró el segundo mejor puesto en el grupo de aeropuertos que se utilizan entre cinco millones y quince millones de pasajeros por año, superado únicamente por el Aeropuerto de Nagoya, en Japón. Ben Gurión recibió una calificación de 3,94 sobre un total de 5 puntos, seguido por Viena, Munich, Ámsterdam, Bruselas, Zúrich, Copenhague y Helsinki. El aeropuerto obtuvo el título al mejor aeropuerto en Oriente Medio en el año 2007 y 2008.
El 2010 fue el año con mayor movimiento en la historia del aeropuerto, con más de 12,1 millones de pasajeros (un incremento de más del 10% con respecto a 2009) y más de 95.000 operaciones comerciales.

## Actos en el Aeropuerto Ben Gurión

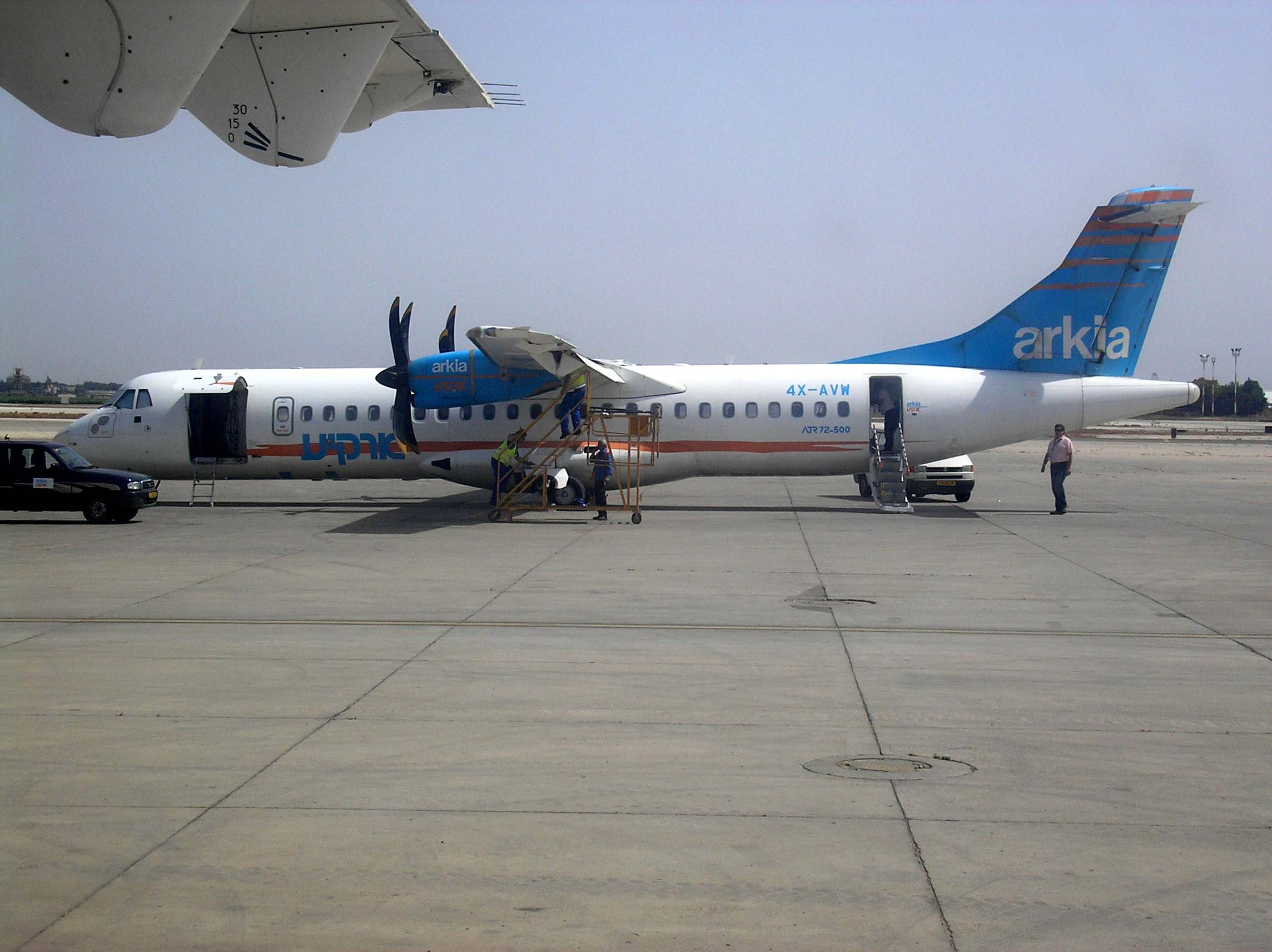
ATR-72 de Arkia estacionado en Aeropuerto Internacional Ben Gurión.

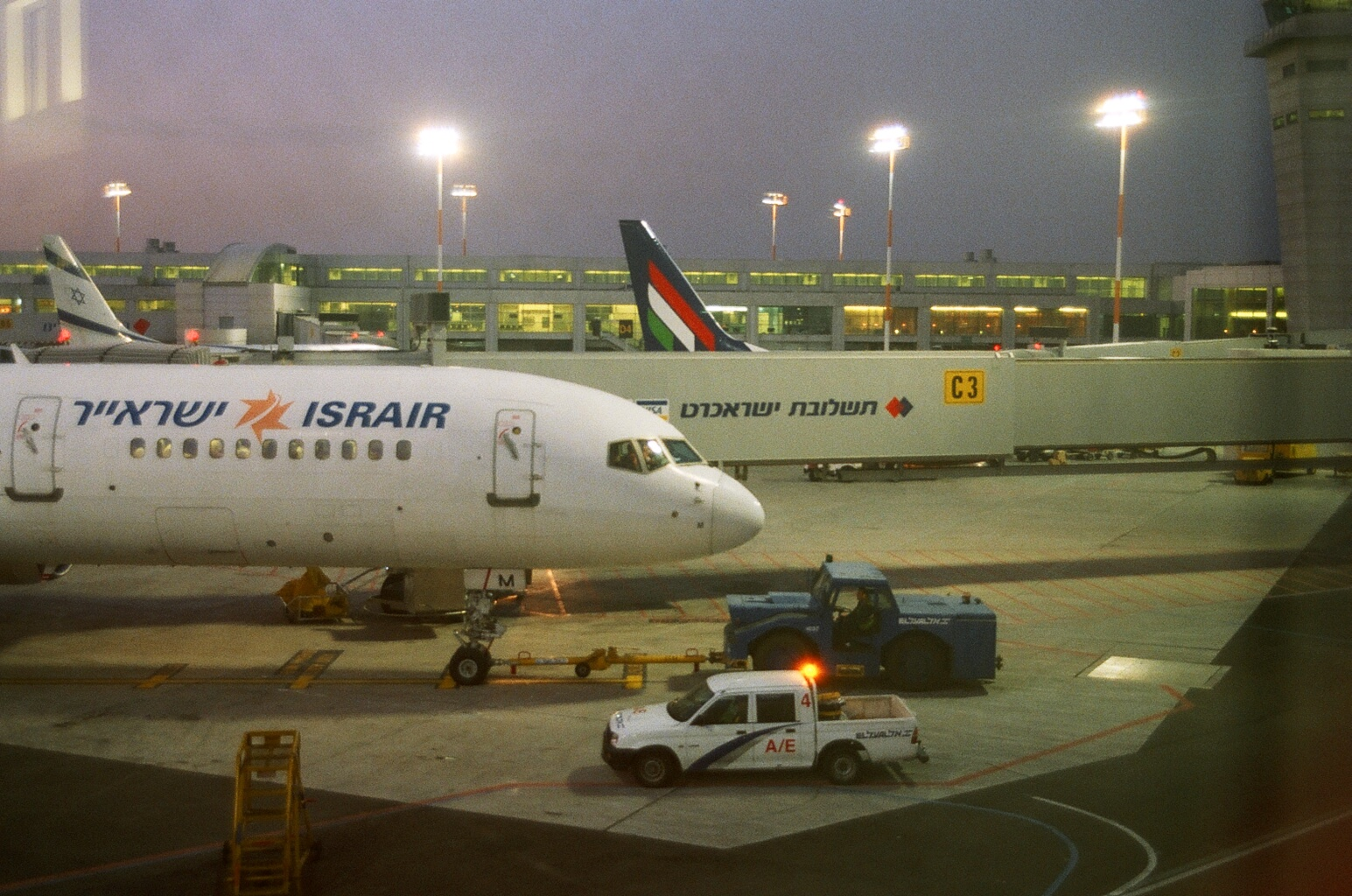
Boeing 757 de Israir estacionado en Aeropuerto Internacional Ben Gurión.

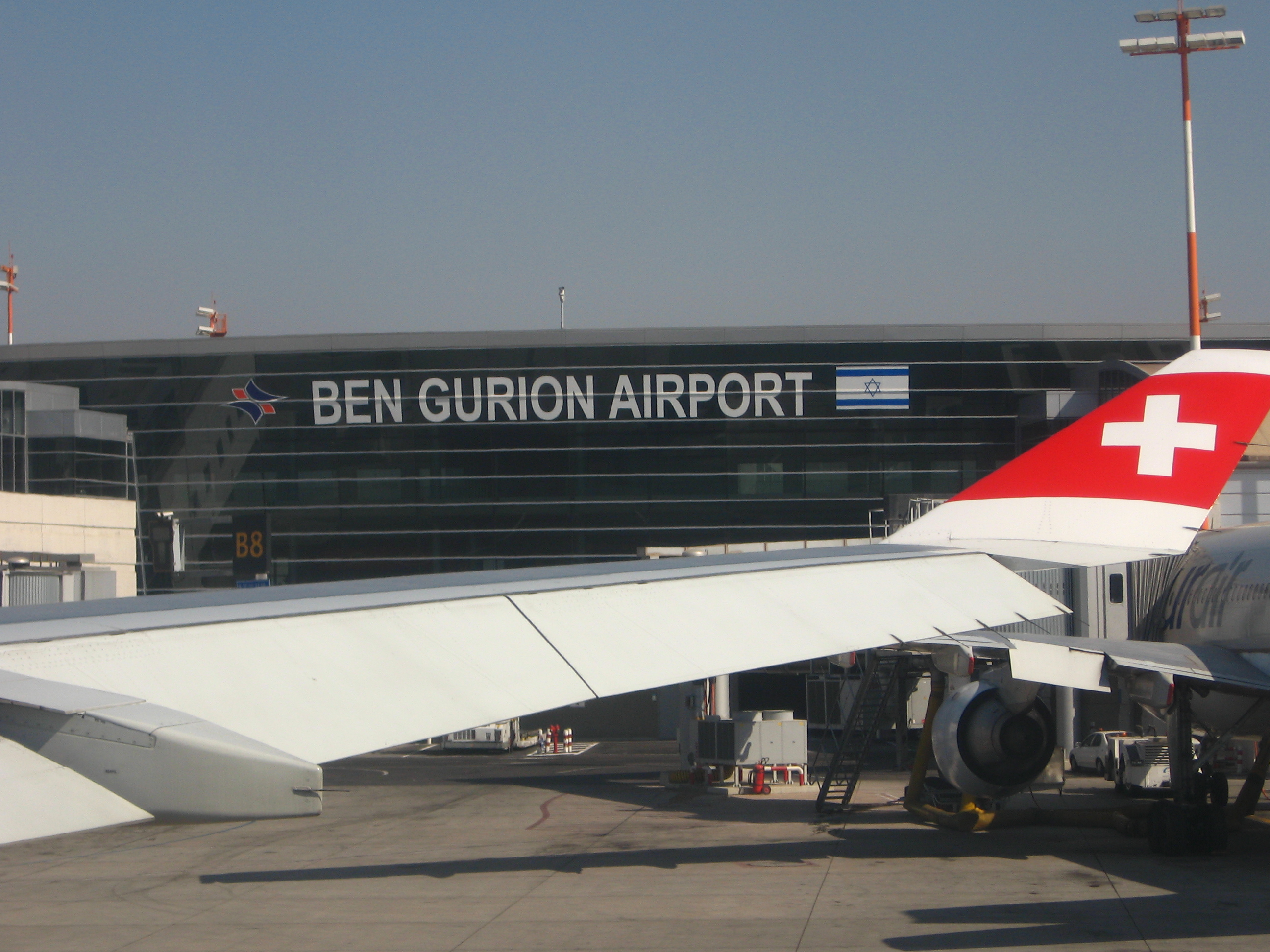
Airbus A340 de Swiss en Aeropuerto.

Durante muchos años, el Aeropuerto Internacional Ben Gurión ha sido objetivo de numerosas organizaciones a tenor del permanente conflicto árabe-israelí.
La constante alerta sobre el aeropuerto ha llevado a las autoridades israelíes a la adopción de estrictas medidas de seguridad aeroportuaria. A pesar de que las medidas son a veces tomadas por excesivas, ningún avión que ha despegado del Aeropuerto Ben Gurión ha sido secuestrado.

### La masacre de Lod
El 30 de mayo de 1972 ocurrió el ataque más sangriento que se recuerda en el aeropuerto, cuando 26 pasajeros fueron víctimas de un ataque ejecutado por personas del Ejército Rojo Japonés, planeado conjuntamente con el Frente Popular para la Liberación de Palestina y con asistencia y entrenamiento de otros grupos.
Los tres individuos habían embarcado en Roma en el vuelo 132 de Air France con destino al Aeropuerto Internacional de Lod. Al llegar a la terminal, alrededor de las 10:30 de la noche, tres jóvenes japoneses que aparentaban ser músicos sacaron, de estuches para violín, rifles VZT-58, versión compacta del AK-47 y cerca de una docena de granadas. Los individuos abrieron fuego hacia un grupo de 68 peregrinos cristianos de Puerto Rico y un grupo de cerca de 250 personas, que llegaban en tres aviones diferentes a la terminal.
Al finalizar el suceso, conocido desde entonces como la Masacre del Aeropuerto de Lod, los individuos del Ejército Rojo Japonés acabaron en menos de cinco minutos con las vidas de veintiséis personas, además de herir a otras setenta y ocho. El mayor número de víctimas mortales se produjo entre el grupo de peregrinos puertorriqueños y un dominicano, dieciséis de los cuales fallecieron, junto a nueve ciudadanos israelíes (entre ellos Aharon Katzir, hermano del expresidente israelí Efraim Katzir) y una ciudadana canadiense. Dos de los tres individuos murieron. El tercero de ellos, Kozo Okamoto, fue capturado en la terminal, y condenado a cadena perpetua, pero fue posteriormente liberado en un intercambio de prisioneros con el FPLP-CG.

## Terminales de pasajeros
En el aeropuerto existen cuatro terminales aeroportuarias, de las cuales solo tres (Terminal 1, Terminal 2 y Terminal 3) están en funcionamiento.

### Terminal 1

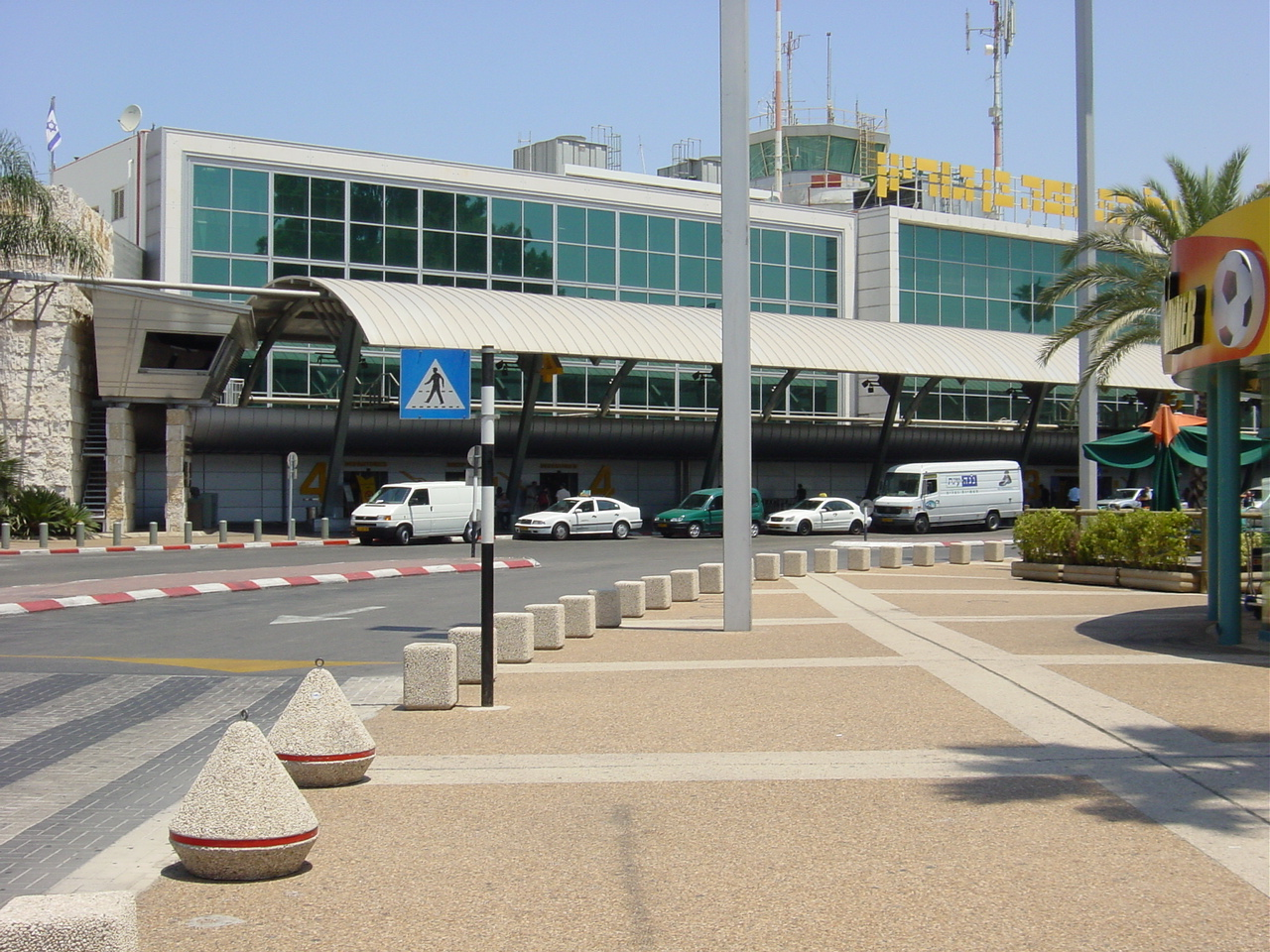
La Terminal 1 es empleada para vuelos regionales.

La Terminal 1 ha sido reabierta para la operación en exclusiva de vuelos regionales, tras ser sometida a importantes renovaciones. Mientras permaneció cerrada, el edificio se empleó como una sala de exposiciones, para varios eventos y grandes exhibiciones, entre las cuales cabe destacar la "Exposición del Centenario de la Academia Bezalel de Arte y Diseño " que fue alojada en el 2006. Existen planes para que la Terminal 1 permanezca abierta durante las 24 horas del día, con el propósito de albergar los vuelos chárter procedentes de Europa.
En febrero de 2006, la Israel Airports Authority (IAA) anunció planes para la inversión de 4,3 millones de NIS en una nueva zona VIP destinada a los pasajeros y la tripulación de la aviación ejecutiva. Aunque se ofrecen servicios para VIP en la terminal 1, el enorme crecimiento de este tipo de usuario justifica la expansión de las instalaciones, que también incrementarán los beneficios del aeropuerto. La IAA informó que sus datos un crecimiento importante en el número de vuelos de aviación privada (4.059, un crecimiento del 36,5% con respecto al 2004) así como en el número de usuarios de vuelos privados (14.613, un crecimiento del 46,2% con respecto al 2004). La nueva zona VIP, estará situada en una zona modernizada y ampliada de la Terminal 1. Todos los procedimientos previos al vuelo (comprobación de seguridad, control de pasaportes, y aduanas) serán gestionados desde esta terminal. Esta zona contará con una sala dedicada a ruedas de prensa, una sala de estar de lujo, salas de reuniones especiales dotadas de las más modernas instalaciones y un salón diseñado para las tripulaciones que permanecen en el aeropuerto mientras esperan al siguiente vuelo.

### Terminal 2
La Terminal 2 se utilizó para albergar los vuelos regionales hasta el 20 de febrero de 2007, cuando estos servicios fueron trasladados a la reformada Terminal 1. Debido al incremento de los vuelos durante los años 90 y la sobresaturación que alcanzó la Terminal 1, una sección fue añadida para gestionar vuelos internacionales, hasta que la Terminal 3 fue inaugurada. Estaba previsto que la Terminal 2 fuese demolida en julio de 2007 para crear en su lugar más zonas para la carga, pero se decidió que la terminal se podía convertir en una terminal especial para las aerolíneas de bajo coste. Los pasajeros que utilizan este tipo de aerolíneas pueden registrarse y pasar el control de seguridad en la Terminal 2, y posteriormente tomar un autobús que conduce a la Terminal 3 para realizar compras libres de impuestos.

### Terminal 3

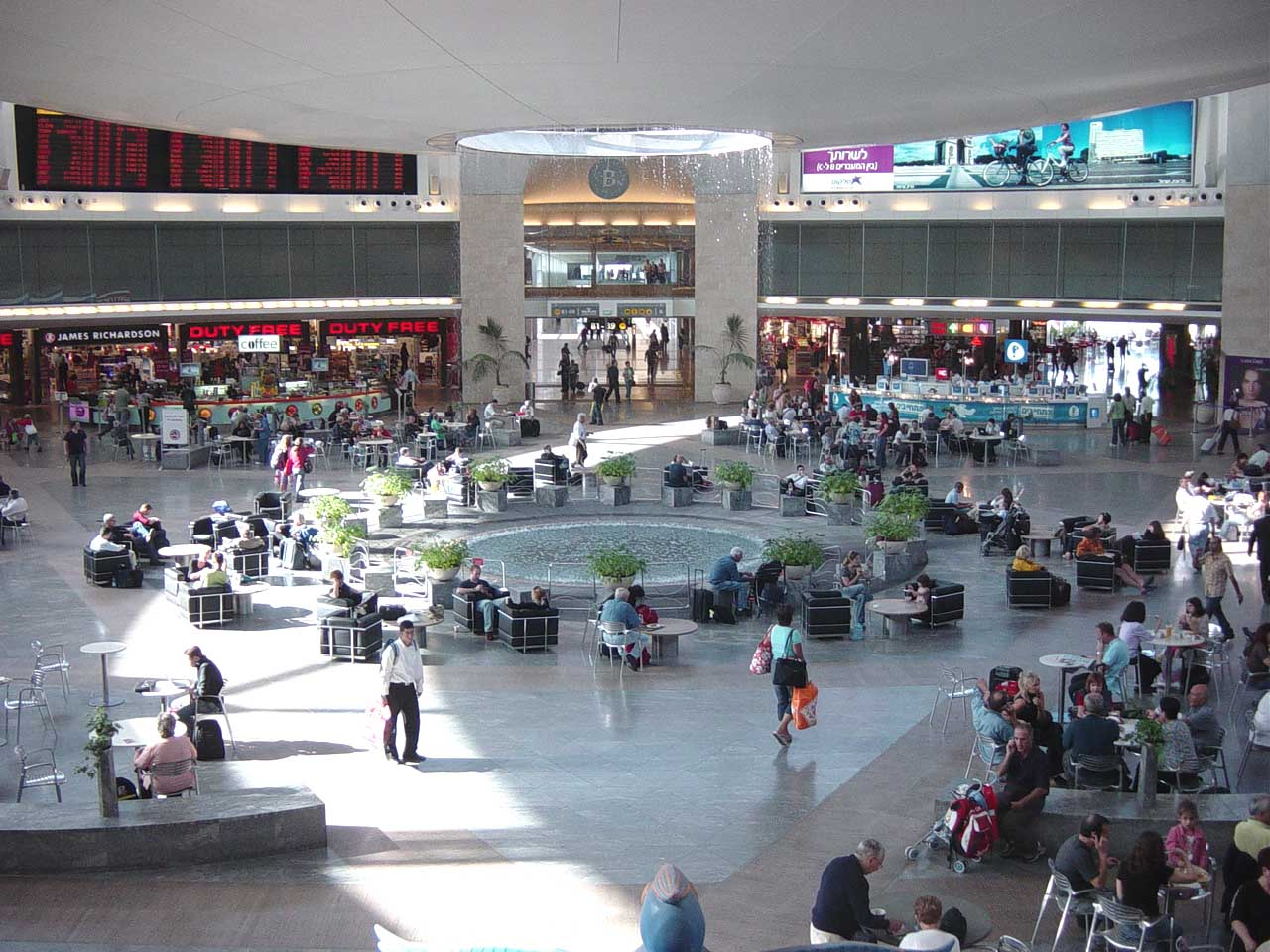
Zona de tiendas Duty Free de la Terminal 3.

La Terminal 3 se abrió al público el 28 de octubre de 2004. Esta terminal reemplazó a la Terminal 1 en su labor de principal puerta de entrada desde y hacia Israel. El edificio fue diseñado por Black and Veatch, Skidmore, Owings and Merrill (SOM), y Moshe Safdie, contando con la ayuda de Ram Karmi y otros arquitectos israelíes. El vuelo inaugural de la nueva terminal fue uno de la aerolínea El Al con destino al Aeropuerto Internacional John F. Kennedy en Nueva York.
La nueva terminal se ha diseñada para dar servicio a un total de 10 millones de pasajeros cada año, pero puede llegar a un máximo de 16 millones de pasajeros anuales con la expansión de dos alas adicionales a las tres ya existentes. De todos modos, no se prevén planes futuros para hacer más grande el aeropuerto, debido a la cercanía del aeropuerto a los núcleos de mayor población del país y al problema de la contaminación acústica. Si fuese necesario, se construiría otro aeropuerto internacional en otro sitio del territorio israelí.
Estaba previsto que los trabajos en el Natbag 2000, nombre por el que era conocido el proyecto de la Terminal, estuviesen terminados antes del año 2000, de modo que entrase en servicio para dar abasto a la gran afluencia de peregrinos que se esperaba con la celebración del Gran Jubileo. Este plazo no se cumplió debido a que los costes finales fueron superiores a los costes presupuestados, y de una serie de paros laborales a raíz de la quiebra del principal contratista turco. El proyecto finalmente ascendió a un coste de mil millones de dólares estadounidenses.
La terminal 3 dispone de tres ramificaciones (B, C, y D), estando cada una de ellas equipadas con ocho pasarelas de acceso a las aeronaves (numeradas del 2 hasta el 9). Cada una de estas secciones cuentan con dos andenes de autobuses (1 y 1A) desde los cuales los pasajeros son trasladados hasta las aeronaves. También existe conexión a internet Wi-Fi de modo totalmente gratuito en la terminal.
También la terminal cuenta con tres salas VIP -  la exclusiva sala VIP "Rey David" de la aerolínea El Al destinada a sus pasajeros más frecuentes, y dos salas "Dan" para pasajeros privilegiados o que contratan este servicio. En enero de 2007, la Autoridad Aeroportuaria Israelí anunció planes para un hotel de 120 camas en la terminal.

### Terminal 4
Esta terminal, construida en el año 1999, fue pensada para dar servicio a las multitudes que se esperaban para el año 2000, pero nunca ha sido abierta oficialmente. Hasta la fecha, se ha utilizado como terminal para los pasajeros procedentes de vuelos de Asia durante la epidemia de la neumonía asiática.
También la terminal 4 fue empleada para las ceremonia de llegada del féretro del Coronel Ilan Ramon tras el desastre del trasbordador espacial Columbia en febrero de 2003 y la llegada de Elchanan Tenenbaum y los féretros de los soldados israelíes desde el Líbano en enero de 2004.

## Pistas de aterrizaje
| Dirección | Dimensiones | Superficie | PCN     | ILS |
| --------- | ----------- | ---------- | ------- | --- |
| 12/30     | 3112 x 45 m | Asfalto    | 078FCXT | SI  |
| 03/21     | 1780 x 45 m | Asfalto    | 084FBYU | NO  |
| 08/26     | 3657 x 45 m | Asfalto    | 094FBYU | SI  |

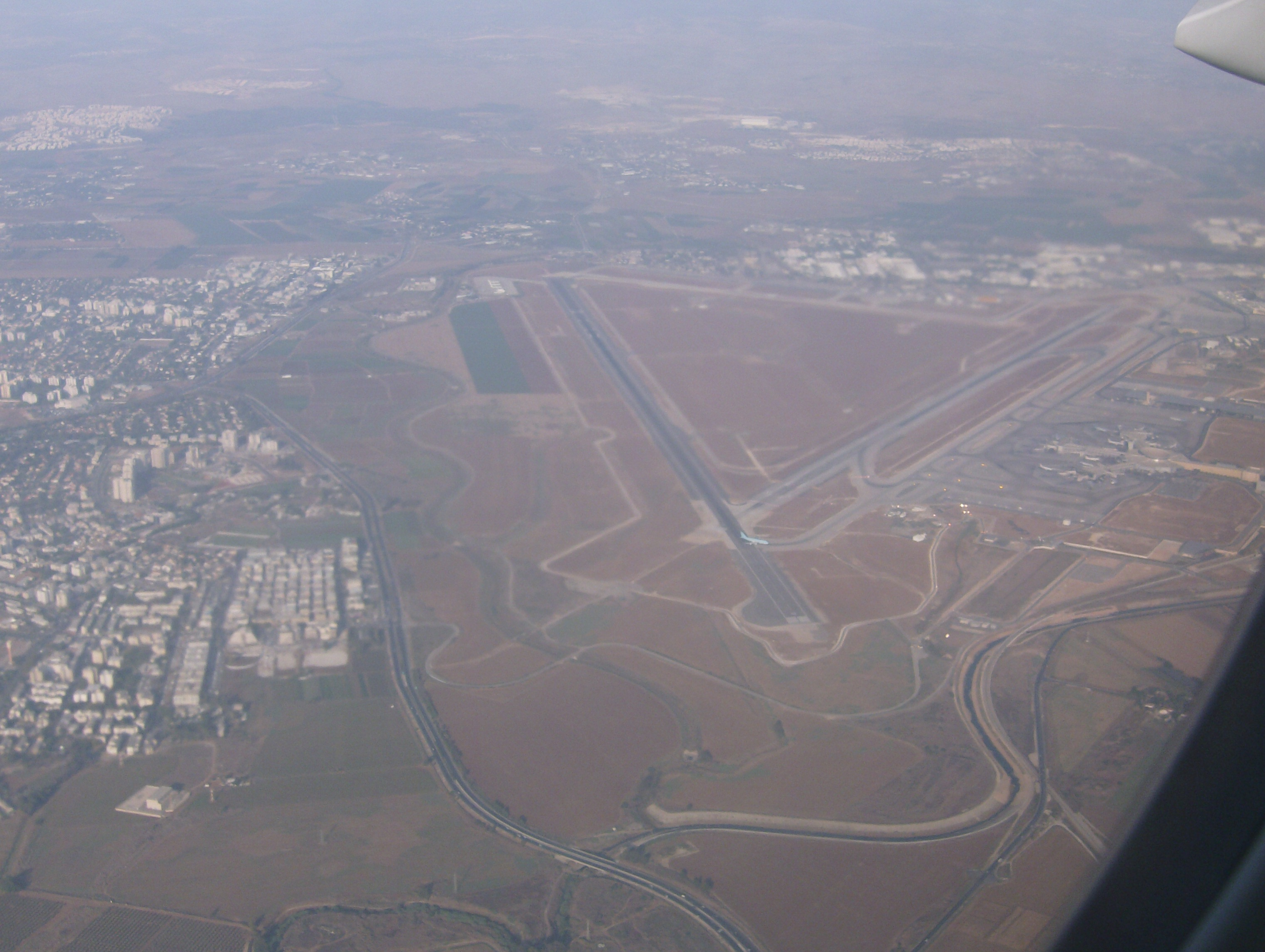
Las tres pistas de aterrizaje del aeropuerto vistas desde el aire.

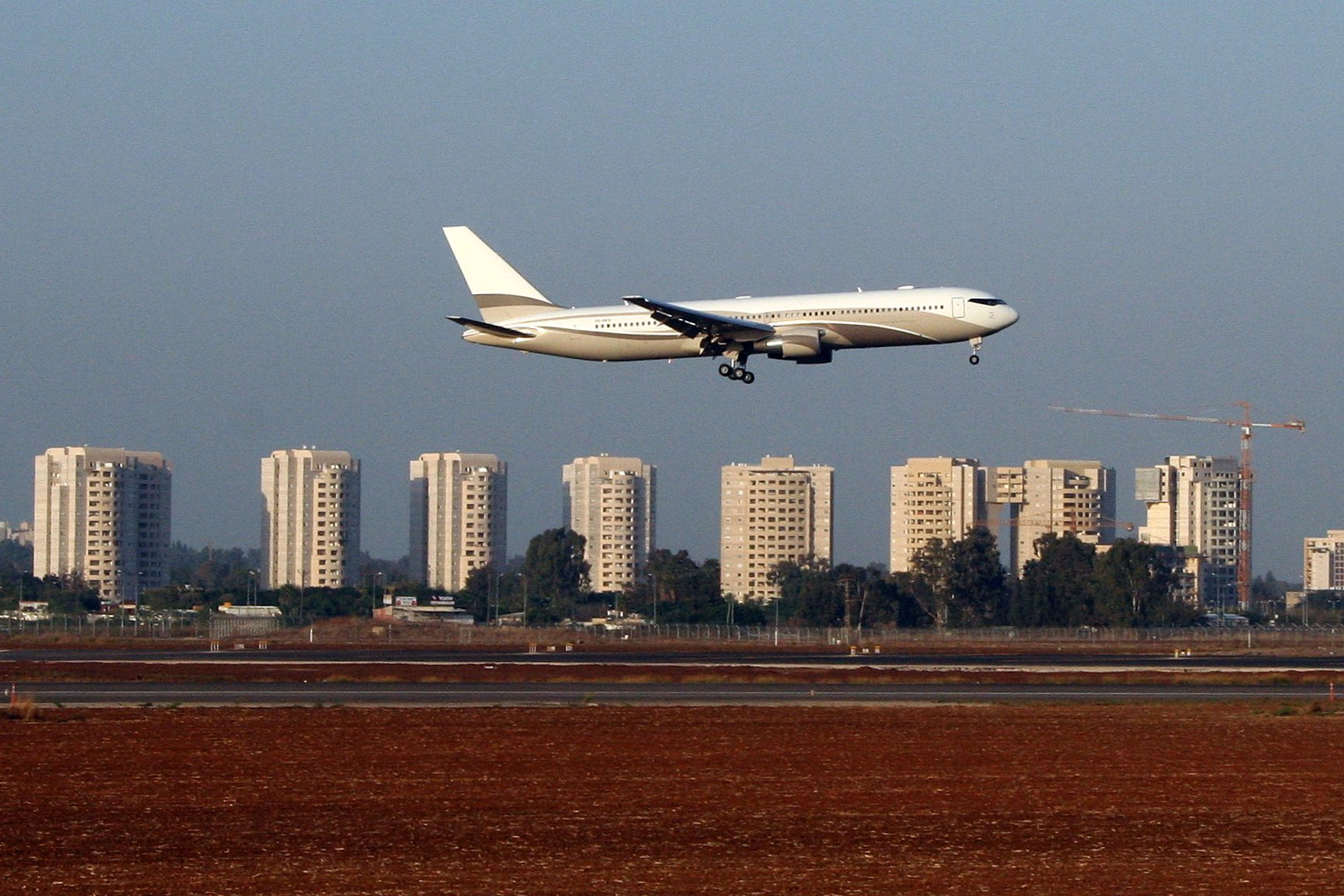
Boeing 767 aterrizando en el aeropuerto.

El aeropuerto dispone de tres pistas de aterrizaje asfaltadas, para las operaciones de despegue y aterrizaje de los aviones. Para que estos procedimientos tengan un mayor grado de seguridad, el aeropuerto cuenta con dispositivos de ayuda VOR-DME, NDB, ILS y PAPI.

### Pista de aterrizaje principal
La pista de aterrizaje más cercana a las terminales 1 y 3 es la 12/30, y está seguida por una calle de rodaje. La mayoría de los aterrizajes se realizan del oeste hacia el este, aproximándose desde el Mar Mediterráneo, sobrevolando la zona sur de la ciudad de Tel Aviv. Cuando el tiempo es desfavorable, esta pista de aterrizaje también es utilizada para los despegues (en dirección 12).
El proyecto de renovación de esta pista fue completado en noviembre de 2007, que reforzó la pista y la modernizó para dar servicio al Airbus A380. Durante el periodo de mejoras, a veces las operaciones de aterrizaje eran desvíadas a la "Pista de Aterrizaje silenciosa", dirección este. Esto provocó las quejas de los residentes del moshav de Bnei Atarot.

### Pista de aterrizaje corta
Con cabeceras 03/21. En el pasado, la pista de aterrizaje corta era utilizada principalmente por aviones de carga de la Fuerza Aérea Israelí.  Raramente es utilizada para aterrizajes, en dirección norte-sur (Dirección 21).

### Pista de aterrizaje silenciosa
Es la pista de aterrizaje más larga del aeropuerto, con 3.657 metros de longitud (11.811 pies), y la principal pista de despegue del este al oeste (Cabeceras 08/26). Se le conoce como la "pista de aterrizaje silenciosa", dado que los aviones que despegan en esta dirección son los que provocan la menor contaminación acústica a los núcleos de población cercanos.
Es la pista de aterrizaje más moderna del aeropuerto, construida a principios de la década de los 70. Un proyecto de 24 millones de NIS fue completado en febrero de 2006, con lo que se consiguió que la pista de aterrizaje se adecuase a los futuros aviones de fuselaje ancho, como el Airbus A380.

## Accesos al aeropuerto

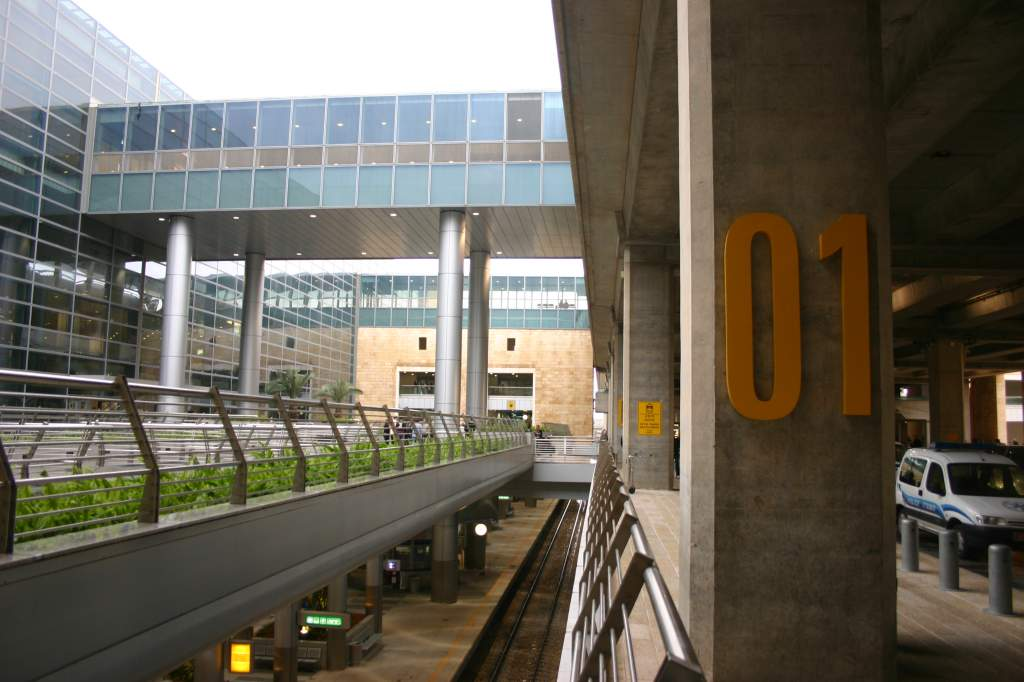
Zona de llegada de automóviles y ferrocarriles de la Terminal 3.

### Por carretera
Situado al lado de la Autopista 1, que une Tel Aviv con la capital de Israel, Jerusalén, el aeropuerto dispone de un total de 11.300 plazas de aparcamiento, tanto para cortos períodos, así como para los más prolongados. Los espacios reservados para el estacionamiento de larga estancia están situados a varios kilómetros de distancia del aeropuerto, estando unidos por un servicio de autobús gratuito.
Además, el aeropuerto está conectado con rutas interurbanas de autobuses, una conexión urbana con Tel Aviv, los Sherut o taxis compartidos, y los taxis convencionales.

### En ferrocarril
La compañía Israel Railways ofrece un servicio que une la Terminal 3 con Tel Aviv y las ciudades del norte en la estación de ferrocarril del Aeropuerto Ben Gurión. La conexión a Tel Aviv toma alrededor de 15 minutos, y tiene un coste de 12 NIS.
Una línea, inaugurada en 2006, conecta el aeropuerto con la ciudad de Lod, permitiendo conectar el aeropuerto con las vías ferroviarias que se dirigen al sur. De ese modo, permite que se creen servicios que unan el Aeropuerto Internacional de Ben Gurión con las ciudades de Beerseba, Jerusalén y Asdod.

## Directores del Aeropuerto Internacional Ben Gurión
Desde que en los años 70, se decidió que la gestión de los aeropuertos israelíes pasase a cargo de la autoridad aeroportuaria, el director del aeropuerto siempre ha sido la figura más importante del aeropuerto. Estos han sido los directores desde entonces:
- Ezra Ballas (1976 - 1978)
- Israel Hod (1979 - 1983)
- Motti Dabi (1983 – 1993)
- Shaul Hazan (1993 – 1997)
- Israel Ben Haim (1997 - 2001)
- Kobi  Mor (2002 - 2004)
- Sarig Zeev (2004 - en el cargo)

## Aerolíneas y destinos
Todos los vuelos regionales operan desde la Terminal 1, mientras que todos los vuelos internacionales operan desde la Terminal 3.

### Destinos nacionales
| Aerolíneas | Destinos |
| ---------- | -------- |
| Arkia      | Eilat    |
| Israir     | Eilat    |

### Destinos internacionales
| Ciudades por países | Nombre del aeropuerto                                           | Aerolíneas                                                                   | Aeronaves           | Frecuencias semanales |        |
| África              | África                                                          | África                                                                       | África              | África                | África |
| ------------------- | --------------------------------------------------------------- | ---------------------------------------------------------------------------- | ------------------- | --------------------- | ------ |
| Egipto              |                                                                 |                                                                              |                     |                       |        |
| El Cairo            | Aeropuerto Internacional de El Cairo                            | EgyptAir                                                                     |                     |                       |        |
| Etiopía             |                                                                 |                                                                              |                     |                       |        |
| Adís Abeba          | Aeropuerto Internacional Bole                                   | Ethiopian                                                                    |                     |                       |        |
| Marruecos           |                                                                 |                                                                              |                     |                       |        |
| Casablanca          | Aeropuerto Internacional Mohámmed V                             | Royal Air Maroc El Al                                                        |                     |                       |        |
| Sudáfrica           |                                                                 |                                                                              |                     |                       |        |
| Johannesburgo       | Aeropuerto Internacional de Johannesburgo-Oliver Reginald Tambo | El Al                                                                        | B7x7                |                       |        |
| Tanzania            |                                                                 |                                                                              |                     |                       |        |
| Zanzíbar            | Aeropuerto Internacional de Zanzíbar                            | Arkia                                                                        |                     |                       |        |
| Norteamérica        |                                                                 |                                                                              |                     |                       |        |
| Canadá              |                                                                 |                                                                              |                     |                       |        |
| Montreal            | Aeropuerto Internacional Pierre Elliott Trudeau                 | Air Canada (Estacional)                                                      | B787-9              | 4                     |        |
| Toronto             | Aeropuerto Internacional Toronto Pearson                        | Air Canada El Al                                                             | B787-9 B7x7         | 7                     |        |
| Estados Unidos      |                                                                 |                                                                              |                     |                       |        |
| Boston              | Aeropuerto Internacional Logan                                  | El Al                                                                        | B7x7                |                       |        |
| Chicago             | Aeropuerto Internacional O'Hare                                 | El Al United Airlines                                                        | B7x7                |                       |        |
| Dallas              | Aeropuerto Internacional de Dallas-Fort Worth                   | American Airlines                                                            |                     |                       |        |
| Fort Lauderdale     | Aeropuerto Internacional de Fort Lauderdale-Hollywood           | El Al (finaliza el 14 de abril de 2026)                                      | B7x7                |                       |        |
| Las Vegas           | Aeropuerto Internacional Harry Reid                             | El Al                                                                        | B7x7                |                       |        |
| Los Ángeles         | Aeropuerto Internacional de Los Ángeles                         | El Al                                                                        | B7x7                |                       |        |
| Miami               | Aeropuerto Internacional de Miami                               | American Airlines El Al                                                      | B7x7                |                       |        |
| Newark              | Aeropuerto Internacional Libertad de Newark                     | El Al United Airlines                                                        | B7x7 B787-10        |                       |        |
| Nueva York          | Aeropuerto Internacional John F. Kennedy                        | American Airlines Delta Air Lines El Al                                      | B7x7                |                       |        |
| San Francisco       | Aeropuerto Internacional de San Francisco                       | El Al United Airlines                                                        | B7x7                |                       |        |
| Washington D. C.    | Aeropuerto Internacional de Washington-Dulles                   | United Airlines                                                              |                     |                       |        |
| Asia                |                                                                 |                                                                              |                     |                       |        |
| Azerbaiyán          |                                                                 |                                                                              |                     |                       |        |
| Bakú                | Aeropuerto Internacional Heydar Aliyev                          | Azerbaijan Airlines Israir                                                   |                     |                       |        |
| Baréin              |                                                                 |                                                                              |                     |                       |        |
| Manama              | Aeropuerto Internacional de Baréin                              | Gulf Air                                                                     |                     |                       |        |
| China               |                                                                 |                                                                              |                     |                       |        |
| Chengdu             | Aeropuerto Internacional de Chengdu-Shuangliu                   | Sichuan Airlines                                                             | A3xx                |                       |        |
| Pekín               | Aeropuerto Internacional de Pekín-Daxing                        | El Al Hainan Airlines                                                        | B7x7                |                       |        |
| Shenzhen            | Aeropuerto Internacional de Shenzhen-Bao'an                     | Hainan Airlines                                                              |                     |                       |        |
| Chipre              |                                                                 |                                                                              |                     |                       |        |
| Lárnaca             | Aeropuerto Internacional de Lárnaca                             | Aegean Airlines Arkia El Al Tus Airways                                      | A32x B7x7 A320-214  |                       |        |
| Corea del Sur       |                                                                 |                                                                              |                     |                       |        |
| Seúl                | Aeropuerto Internacional de Incheon                             | Korean Air                                                                   |                     |                       |        |
| EAU                 |                                                                 |                                                                              |                     |                       |        |
| Abu Dhabi           | Aeropuerto Internacional de Abu Dhabi                           | Etihad Airways Wizz Air                                                      | A32x                |                       |        |
| Dubái               | Aeropuerto Internacional de Dubái-Al Maktoum                    | Arkia El Al Flydubai Israir                                                  | B7x7                |                       |        |
| Filipinas           |                                                                 |                                                                              |                     |                       |        |
| Manila              | Aeropuerto Internacional Ninoy Aquino                           | Philippine Airlines                                                          |                     |                       |        |
| Georgia             |                                                                 |                                                                              |                     |                       |        |
| Tiflis              | Aeropuerto Internacional de Tiflis                              | Arkia El Al Georgian Airways                                                 | B7x7                |                       |        |
| Hong Kong           |                                                                 |                                                                              |                     |                       |        |
| Hong Kong           | Aeropuerto Internacional de Hong Kong                           | Cathay Pacific El Al                                                         | B7x7                |                       |        |
| India               |                                                                 |                                                                              |                     |                       |        |
| Bombay              | Aeropuerto Internacional Chhatrapati Shivaji                    | El Al                                                                        | B7x7                |                       |        |
| Nueva Delhi         | Aeropuerto Internacional de Noida                               | Air India                                                                    |                     |                       |        |
| Jordania            |                                                                 |                                                                              |                     |                       |        |
| Amán                | Aeropuerto Internacional Queen Alia                             | Royal Jordanian                                                              |                     |                       |        |
| Tailandia           |                                                                 |                                                                              |                     |                       |        |
| Bangkok             | Aeropuerto Internacional Suvarnabhumi                           | El Al                                                                        | B7x7                |                       |        |
| Turquía             |                                                                 |                                                                              |                     |                       |        |
| Estambul            | Aeropuerto Internacional de Estambul                            | Turkish Airlines                                                             |                     |                       |        |
| Estambul            | Aeropuerto Internacional Sabiha Gökçen                          | Pegasus Airlines Turkish Airlines                                            |                     |                       |        |
| Uzbekistán          |                                                                 |                                                                              |                     |                       |        |
| Taskent             | Aeropuerto Internacional de Taskent                             | Uzbekistan Airways                                                           |                     |                       |        |
| Europa              |                                                                 |                                                                              |                     |                       |        |
| Alemania            |                                                                 |                                                                              |                     |                       |        |
| Berlín              | Aeropuerto de Berlín-Brandeburgo Willy Brandt                   | easyJet Europe El Al Israir Lufthansa Ryanair                                | A3xx B7x7 B737      |                       |        |
| Colonia             | Aeropuerto de Colonia/Bonn                                      | Corendon Airlines                                                            |                     |                       |        |
| Fráncfort           | Aeropuerto de Fráncfort del Meno                                | El Al Lufthansa                                                              | B7x7                |                       |        |
| Karlsruhe           | Aeropuerto de Karlsruhe-Baden Baden                             | Ryanair                                                                      | B737                |                       |        |
| Múnich              | Aeropuerto Internacional de Múnich                              | Arkia El Al Lufthansa                                                        | B7x7                |                       |        |
| Núremberg           | Aeropuerto de Núremberg                                         | Corendon Airlines                                                            |                     |                       |        |
| Austria             |                                                                 |                                                                              |                     |                       |        |
| Viena               | Aeropuerto de Viena-Schwechat                                   | Austrian Airlines El Al Ryanair Wizz Air                                     | B7x7 B737 A32x      |                       |        |
| Bélgica             |                                                                 |                                                                              |                     |                       |        |
| Bruselas            | Aeropuerto de Bruselas-National                                 | Brussels Airlines El Al TUI fly Belgium                                      | A3xx B7x7           |                       |        |
| Bielorrusia         |                                                                 |                                                                              |                     |                       |        |
| Minsk               | Aeropuerto Internacional de Minsk                               | Belavia                                                                      |                     |                       |        |
| Bulgaria            |                                                                 |                                                                              |                     |                       |        |
| Sofía               | Aeropuerto de Sofía                                             | Arkia (Estacional) Bulgaria Air El Al Israir Airlines Ryanair Wizz Air       | B7x7 B737 A3xx      |                       |        |
| Varna               | Aeropuerto de Varna                                             | Bulgaria Air (Estacional) Israir Airlines Wizz Air                           | A32x                |                       |        |
| Dinamarca           |                                                                 |                                                                              |                     |                       |        |
| Copenhague          | Aeropuerto de Copenhague-Kastrup                                | Norwegian Air Shuttle SAS                                                    | B737                |                       |        |
| España              |                                                                 |                                                                              |                     |                       |        |
| Barcelona           | Aeropuerto de Barcelona-El Prat                                 | Air Europa Bluebird Airways El Al Vueling                                    | B737 B7x7 A3xx      |                       |        |
| Madrid              | Aeropuerto de Madrid-Barajas                                    | Air Europa El Al Iberia                                                      | B737 B7x7 A3xx      |                       |        |
| Málaga              | Aeropuerto de Málaga-Costa del Sol                              | Air Europa El Al                                                             | B737 B7x7           |                       |        |
| Palma de Mallorca   | Aeropuerto de Palma de Mallorca                                 | Air Europa                                                                   | B737                |                       |        |
| Tenerife            | Aeropuerto de Tenerife Sur                                      | SmartWings                                                                   |                     |                       |        |
| Valencia            | Aeropuerto de Valencia                                          | El Al                                                                        | B7x7                |                       |        |
| Finlandia           |                                                                 |                                                                              |                     |                       |        |
| Helsinki            | Aeropuerto de Helsinki-Vantaa                                   | Finnair                                                                      |                     |                       |        |
| Francia             |                                                                 |                                                                              |                     |                       |        |
| Lyon                | Aeropuerto de Lyon-Saint Exupéry                                | Transavia France                                                             | B737-800            |                       |        |
| Marsella            | Aeropuerto de Marsella-Provenza                                 | Air France El Al Ryanair                                                     | B7x7 B737           |                       |        |
| Niza                | Aeropuerto Internacional Niza Costa Azul                        | Air France                                                                   |                     |                       |        |
| París               | Aeropuerto de París-Charles de Gaulle                           | Air France Arkia easyJet Europe El Al                                        | A3xx B7x7           |                       |        |
| París               | Aeropuerto de París-Orly                                        | Transavia France                                                             |                     |                       |        |
| Grecia              |                                                                 |                                                                              |                     |                       |        |
| Atenas              | Aeropuerto Internacional Eleftherios Venizelos                  | Aegean Airlines ITA Airways (reinicia el 1 de octubre de 2025) El Al Ryanair | A32x B7x7 B737      |                       |        |
| Hungría             |                                                                 |                                                                              |                     |                       |        |
| Budapest            | Aeropuerto de Budapest-Ferenc Liszt                             | El Al Ryanair Wizz Air                                                       | B7x7 B737 A32x      |                       |        |
| Debrecen            | Aeropuerto Internacional de Debrecen                            | Wizz Air                                                                     | A32x                |                       |        |
| Italia              |                                                                 |                                                                              |                     |                       |        |
| Milán               | Aeropuerto de Milán-Malpensa                                    | easyJet Europe El Al Wizz Air                                                | A3xx B7x7 A32x      |                       |        |
| Roma                | Aeropuerto de Roma-Fiumicino                                    | Alitalia easyJet Europe El Al Israir Ryanair Vueling                         | A3xx B7x7 B737 A3xx |                       |        |
| Venecia             | Aeropuerto Internacional Marco Polo                             | El Al                                                                        | B7x7                |                       |        |
| Letonia             |                                                                 |                                                                              |                     |                       |        |
| Riga                | Aeropuerto Internacional de Riga                                | AirBaltic                                                                    | A220-371            |                       |        |
| Lituania            |                                                                 |                                                                              |                     |                       |        |
| Vilna               | Aeropuerto Internacional de Vilna                               | Ryanair Wizz Air                                                             | B737 A32x           |                       |        |
| Malta               |                                                                 |                                                                              |                     |                       |        |
| La Valeta           | Aeropuerto Internacional de Malta                               | Ryanair                                                                      | B737                |                       |        |
| Noruega             |                                                                 |                                                                              |                     |                       |        |
| Oslo                | Aeropuerto de Oslo-Gardermoen                                   | Israir                                                                       |                     |                       |        |
| Países Bajos        |                                                                 |                                                                              |                     |                       |        |
| Ámsterdam           | Aeropuerto de Ámsterdam-Schiphol                                | Arkia El Al KLM Transavia                                                    | B7x7 B737NG         |                       |        |
| Polonia             |                                                                 |                                                                              |                     |                       |        |
| Cracovia            | Aeropuerto de Cracovia-Juan Pablo II                            | LOT Polish Airlines Ryanair Wizz Air                                         | B737 A32x           |                       |        |
| Katowice            | Aeropuerto Internacional de Katowice                            | Wizz Air                                                                     | A32x                |                       |        |
| Rzeszów             | Aeropuerto de Rzeszow                                           | LOT Polish Airlines                                                          |                     |                       |        |
| Varsovia            | Aeropuerto de Varsovia-Frédéric Chopin                          | El Al LOT Polish Airlines Wizz Air                                           | B7x7 A32x           |                       |        |
| Portugal            |                                                                 |                                                                              |                     |                       |        |
| Lisboa              | Aeropuerto Humberto Delgado                                     | TAP Air Portugal                                                             | A3xx                |                       |        |
| Reino Unido         |                                                                 |                                                                              |                     |                       |        |
| Londres             | Aeropuerto de Londres-Gatwick                                   | easyJet                                                                      | A3xx                |                       |        |
| Londres             | Aeropuerto de Londres-Heathrow                                  | British Airways El Al Virgin Atlantic                                        | B7x7                |                       |        |
| Londres             | Aeropuerto de Londres-Luton                                     | easyJet El Al Wizz Air                                                       | A3xx B7x7 A32x      |                       |        |
| Mánchester          | Aeropuerto de Mánchester                                        | easyJet                                                                      | A3xx                |                       |        |
| República Checa     |                                                                 |                                                                              |                     |                       |        |
| Praga               | Aeropuerto Internacional de Ruzyně                              | Arkia Bluebird Airways El Al SmartWings                                      | B737 B7x7           |                       |        |
| Rumania             |                                                                 |                                                                              |                     |                       |        |
| Bucarest            | Aeropuerto Internacional de Bucarest-Henri Coandă               | El Al Ryanair TAROM Wizz Air                                                 | B7x7 B737 A32x      |                       |        |
| Cluj-Napoca         | Aeropuerto de Cluj-Napoca                                       | Wizz Air                                                                     | A32x                |                       |        |
| Iași                | Aeropuerto Internacional de Iași                                | Wizz Air                                                                     | A32x                |                       |        |
| Rusia               |                                                                 |                                                                              |                     |                       |        |
| Ekaterimburgo       | Aeropuerto de Ekaterimburgo-Koltsovo                            | Ural Airlines                                                                | A3xx                |                       |        |
| Krasnodar           | Aeropuerto Internacional de Krasnodar                           | Yakutia Airlines                                                             |                     |                       |        |
| Mineralnye Vody     | Aeropuerto de Mineralnye Vody                                   | Yakutia Airlines                                                             |                     |                       |        |
| Moscú               | Aeropuerto Internacional de Moscú-Domodédovo                    | El Al                                                                        | B7x7                |                       |        |
| Moscú               | Aeropuerto Internacional de Moscú-Sheremétievo                  | Aeroflot                                                                     |                     |                       |        |
| San Peterburgo      | Aeropuerto Internacional Púlkovo                                | Rossiya Ural Airlines                                                        | A3xx                |                       |        |
| Serbia              |                                                                 |                                                                              |                     |                       |        |
| Belgrado            | Aeropuerto de Belgrado-Nikola Tesla                             | Air Serbia El Al                                                             | B7x7                |                       |        |
| Suecia              |                                                                 |                                                                              |                     |                       |        |
| Estocolmo           | Aeropuerto de Estocolmo-Arlanda                                 | Norwegian Air Shuttle                                                        | B737                |                       |        |
| Suiza               |                                                                 |                                                                              |                     |                       |        |
| Basilea             | Aeropuerto de Basilea-Mulhouse-Friburgo                         | easyJet Switzerland                                                          | A3xx                |                       |        |
| Ginebra             | Aeropuerto Internacional de Ginebra                             | easyJet Switzerland El Al                                                    | A3xx B7x7           |                       |        |
| Zúrich              | Aeropuerto Internacional de Zúrich                              | Swiss El Al                                                                  | B7x7                |                       |        |
| Ucrania             |                                                                 |                                                                              |                     |                       |        |
| Dnipropetrovsk      | Aeropuerto de Dnipropetrovsk                                    | Ukraine International Airlines                                               |                     |                       |        |
| Kiev                | Aeropuerto Internacional de Kiev                                | El Al Ukraine International Airlines                                         | B7x7                |                       |        |
| Odesa               | Aeropuerto Internacional de Odesa                               | Ukraine International Airlines                                               |                     |                       |        |

### Destinos Estacionales
| Ciudades por países | Nombre del aeropuerto                                           | Aerolíneas                                          | Aeronaves    | Frecuencias semanales |              |
| Norteamérica        | Norteamérica                                                    | Norteamérica                                        | Norteamérica | Norteamérica          | Norteamérica |
| ------------------- | --------------------------------------------------------------- | --------------------------------------------------- | ------------ | --------------------- | ------------ |
| Canadá              |                                                                 |                                                     |              |                       |              |
| Montreal            | Aeropuerto Internacional Pierre Elliott Trudeau                 | Air Canada Air Transat                              |              |                       |              |
| Estados Unidos      |                                                                 |                                                     |              |                       |              |
| Orlando             | Aeropuerto Internacional de Orlando                             | El Al                                               | B7x7         |                       |              |
| Europa              |                                                                 |                                                     |              |                       |              |
| Alemania            |                                                                 |                                                     |              |                       |              |
| Colonia             | Aeropuerto de Colonia/Bonn                                      | TUIfly                                              | B737         |                       |              |
| Düsseldorf          | Aeropuerto Internacional de Düsseldorf                          | Israir                                              |              |                       |              |
| Múnich              | Aeropuerto Internacional de Múnich                              | Israir TUIfly                                       | B737         |                       |              |
| Stuttgart           | Aeropuerto de Stuttgart                                         | Arkia Israir TUIfly                                 | B737         |                       |              |
| Armenia             |                                                                 |                                                     |              |                       |              |
| Ereván              | Aeropuerto Internacional de Zvartnots                           | Arkia                                               |              |                       |              |
| Bielorrusia         |                                                                 |                                                     |              |                       |              |
| Minsk               | Aeropuerto Internacional de Minsk                               | El Al                                               | B7x7         |                       |              |
| Bulgaria            |                                                                 |                                                     |              |                       |              |
| Varna               | Aeropuerto de Varna                                             | Israir                                              |              |                       |              |
| Croacia             |                                                                 |                                                     |              |                       |              |
| Dubrovnik           | Aeropuerto de Dubrovnik                                         | Croatia Airlines Israir                             |              |                       |              |
| Zagreb              | Aeropuerto de Zagreb-Pleso                                      | Croatia Airlines El Al                              | B7x7         |                       |              |
| Eslovenia           |                                                                 |                                                     |              |                       |              |
| Liubliana           | Aeropuerto de Liubliana                                         | Arkia Israir                                        |              |                       |              |
| España              |                                                                 |                                                     |              |                       |              |
| Barcelona           | Aeropuerto de Barcelona-El Prat                                 | Air Europa Arkia Israir                             |              |                       |              |
| Ibiza               | Aeropuerto de Ibiza                                             | Arkia                                               |              |                       |              |
| Lérida              | Aeropuerto de Lérida-Alguaire                                   | Arkia                                               |              |                       |              |
| Palma de Mallorca   | Aeropuerto de Palma de Mallorca                                 | Air Europa                                          |              |                       |              |
| Valencia            | Aeropuerto de Valencia                                          | El Al                                               | B7x7         |                       |              |
| Finlandia           |                                                                 |                                                     |              |                       |              |
| Helsinki            | Aeropuerto de Helsinki-Vantaa                                   | Arkia                                               |              |                       |              |
| Francia             |                                                                 |                                                     |              |                       |              |
| Grenoble            | Aeropuerto de Grenoble-Isère                                    | Arkia El Al                                         | B7x7         |                       |              |
| Niza                | Aeropuerto Internacional Niza Costa Azul                        | Israir                                              |              |                       |              |
| Toulouse            | Aeropuerto de Toulouse-Blagnac                                  | Israir                                              |              |                       |              |
| Georgia             |                                                                 |                                                     |              |                       |              |
| Batumi              | Aeropuerto Internacional de Batumi                              | Arkia                                               |              |                       |              |
| Tiflis              | Aeropuerto Internacional de Tiflis                              | Arkia Israir                                        |              |                       |              |
| Grecia              |                                                                 |                                                     |              |                       |              |
| Corfú               | Aeropuerto Internacional de Corfú                               | El Al Israir                                        | B7x7         |                       |              |
| Cos                 | Aeropuerto Internacional de Kos-Hipócrates                      | Aegean Airlines (Chárter)                           | A32x         |                       |              |
| Heraclión           | Aeropuerto Internacional Nikos Kazantzakis                      | Aegean Airlines Arkia El Al Israir                  | A3xx B7x7    |                       |              |
| Rodas               | Aeropuerto Internacional de Rodas-Diágoras                      | Aegean Airlines (Chárter) Arkia El Al Israir        | A32x B7x7    |                       |              |
| Salónica            | Aeropuerto de Salónica                                          | Aegean Airlines                                     | A32x         |                       |              |
| Santorini           | Aeropuerto Nacional de Santorini (Thira)                        | Aegean Airlines (Chárter)                           | A32x         |                       |              |
| Scíathos            | Aeropuerto Internacional de Scíathos - Alexandros Papadiamantis | Aegean Airlines (Chárter)                           | A32x         |                       |              |
| Zante               | Aeropuerto Internacional de Zante                               | Aegean Airlines (Chárter)                           | A32x         |                       |              |
| Irlanda             |                                                                 |                                                     |              |                       |              |
| Dublín              | Aeropuerto de Dublín                                            | Arkia                                               |              |                       |              |
| Italia              |                                                                 |                                                     |              |                       |              |
| Bolonia             | Aeropuerto de Bolonia                                           | Arkia                                               |              |                       |              |
| Bríndisi            | Aeropuerto de Bríndisi                                          | Arkia                                               |              |                       |              |
| Catania             | Aeropuerto de Catania-Fontanarossa                              | El Al                                               | B7x7         |                       |              |
| Florencia           | Aeropuerto de Florencia                                         | Arkia Vueling                                       | A3xx         |                       |              |
| Palermo             | Aeropuerto de Palermo-Punta Raisi                               | Volotea                                             | A3xxceo      |                       |              |
| Turín               | Aeropuerto de Turín-Caselle                                     | Arkia El Al                                         | B7x7         |                       |              |
| Venecia             | Aeropuerto Internacional Marco Polo                             | Volotea                                             | A3xxceo      |                       |              |
| Verona              | Aeropuerto de Verona-Villafranca                                | Arkia El Al                                         | B7x7         |                       |              |
| Lituania            |                                                                 |                                                     |              |                       |              |
| Vilna               | Aeropuerto Internacional de Vilna                               | El Al                                               | B7x7         |                       |              |
| Noruega             |                                                                 |                                                     |              |                       |              |
| Oslo                | Aeropuerto de Oslo-Gardermoen                                   | Arkia                                               |              |                       |              |
| Países Bajos        |                                                                 |                                                     |              |                       |              |
| Ámsterdam           | Aeropuerto de Ámsterdam-Schiphol                                | Arkia Israir                                        |              |                       |              |
| Polonia             |                                                                 |                                                     |              |                       |              |
| Katowice            | Aeropuerto Internacional de Katowice                            | El Al Enter Air                                     | B7x7 B737    |                       |              |
| Varsovia            | Aeropuerto de Varsovia-Frédéric Chopin                          | Arkia Enter Air                                     | B737         |                       |              |
| Portugal            |                                                                 |                                                     |              |                       |              |
| Lisboa              | Aeropuerto Humberto Delgado                                     | Arkia El Al Israir                                  | B7x7         |                       |              |
| Rumania             |                                                                 |                                                     |              |                       |              |
| Târgu Mureș         | Aeropuerto Internacional de Târgu Mureș                         | El Al                                               | B7x7         |                       |              |
| Rusia               |                                                                 |                                                     |              |                       |              |
| Moscú               | Aeropuerto Internacional de Moscú-Domodédovo                    | Israir                                              |              |                       |              |
| Serbia              |                                                                 |                                                     |              |                       |              |
| Belgrado            | Aeropuerto de Belgrado-Nikola Tesla                             | Israir                                              |              |                       |              |
| Suecia              |                                                                 |                                                     |              |                       |              |
| Estocolmo           | Aeropuerto de Estocolmo-Arlanda                                 | SAS                                                 |              |                       |              |
| Estocolmo           | Aeropuerto de Estocolmo-Skavsta                                 | Arkia operado por Travel Service Airlines (Chárter) | B737         |                       |              |
| Ucrania             |                                                                 |                                                     |              |                       |              |
| Leópolis            | Aeropuerto de Leópolis                                          | Ukraine International Airlines                      |              |                       |              |

### Aerolíneas de carga
- CAL Cargo Air Lines
- DHL (European Air Transport)
- El Al Cargo
- FedEx
- Korean Air Cargo
- Royal Jordanian Cargo
- Silk Way Airlines
- Swiss WorldCargo
- United Parcel Service

## Estadísticas

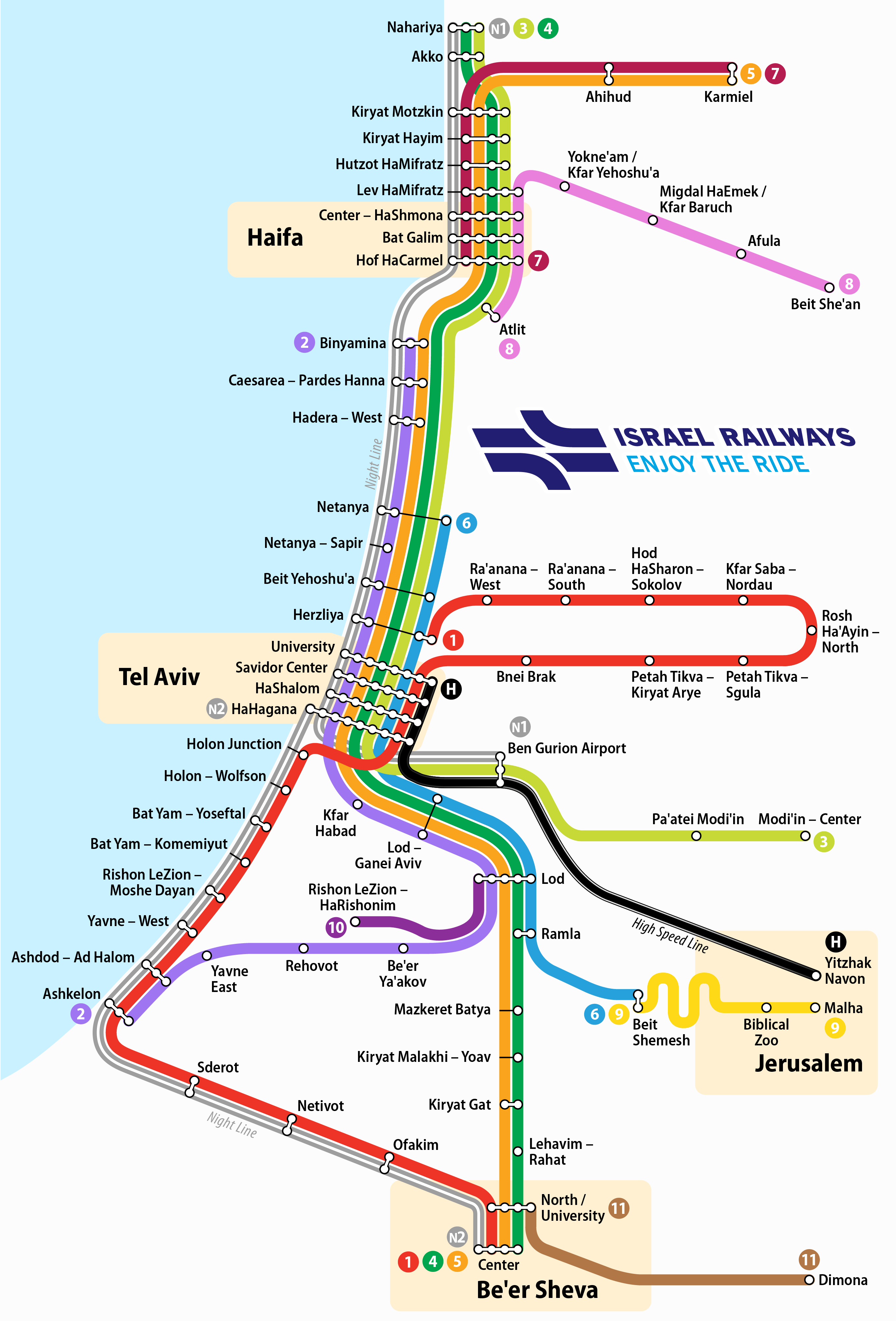
Mapa de los Ferrocarriles de Israel

Ver fuente y consulta Wikidata.